# Juan Echecopar
Juan Miguel Echecopar Di Santo (Pergamino, Provincia de Buenos Aires; 16 de octubre de 1946 - Pergamino, Provincia de Buenos Aires; 29 de marzo de 2012) fue un futbolista argentino. Jugaba de delantero y su primer club fue Estudiantes de La Plata.

## Biografía

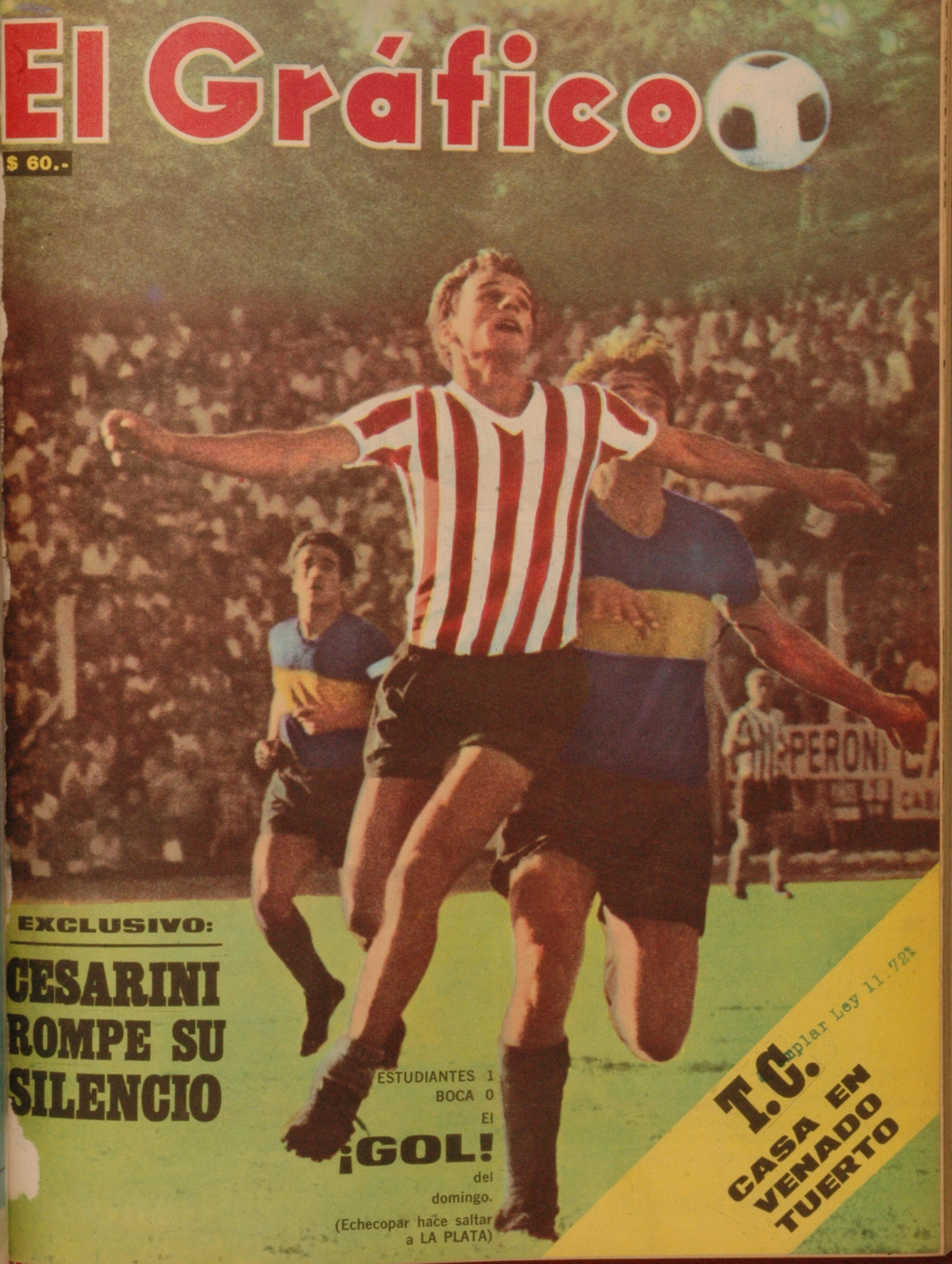
Echecopar en 1967.

Empezó a jugar en su ciudad natal, en el club Tráfico´s Old Boys de Pergamino. Llegó a las inferiores de Estudiantes de La Plata en el año 1963. Formó parte de la famosa "Tercera que mata," dirigida por Miguel Ubaldo Ignomiriello. Debutó en la primera pincha en 1966, donde se mantuvo hasta 1973. En ese lapso conquistó las Libertadores de 1968, 1969 y 1970. Además se coronó campeón de la Copa Intercontinental del 1968 también con Estudiantes. En 1973 se trasladó a España, donde formó parte del equipo Granada C. F., manteniéndose en el equipo granadino hasta 1974. Ese año se marchó al Real Murcia, en donde finalmente se confirmó su retiro del fútbol profesional en el año 1975.
En su carrera como jugador, Echecopar jugó 174 partidos y marcó 39 goles.
Continuó unos meses más su carrera en el ya extinto Club Benito Lucini de Pergamino en 1978.
Después de su retiro, volvió a su ciudad natal y se dedicó a la dirección técnica. Como director técnico de Douglas Haig de Pergamino logró el ascenso al Nacional B en 1986.

## Fallecimiento
Falleció en Pergamino, Buenos Aires el 29 de marzo de 2012 por diversos problemas de salud.

## Clubes
| Club                    | País      | Año       |
| ----------------------- | --------- | --------- |
| Estudiantes de La Plata | Argentina | 1966-1973 |
| Granada CF              | España    | 1973-1974 |
| Real Murcia CF          | España    | 1974-1975 |

## Palmarés

### Campeonatos nacionales
| Título           | Club                    | País      | Año    |
| ---------------- | ----------------------- | --------- | ------ |
| Primera División | Estudiantes de La Plata | Argentina | M-1967 |

### Campeonatos internacionales
| Título                | Club                    | Sede       | Año  |
| --------------------- | ----------------------- | ---------- | ---- |
| Copa Libertadores     | Estudiantes de La Plata | Montevideo | 1968 |
| Copa Intercontinental | Estudiantes de La Plata | Mánchester | 1968 |
| Copa Interamericana   | Estudiantes de La Plata | Montevideo | 1969 |
| Copa Libertadores     | Estudiantes de La Plata | La Plata   | 1969 |
| Copa Libertadores     | Estudiantes de La Plata | Montevideo | 1970 |

## Videos
- Especial Juan Miguel ECHECOPAR en YouTube.
- Nota a Juan Miguel Echecopar en YouTube.
- Juan Miguel Echecopar. Un grande del fútbol nacional en YouTube.
- Especial Juan Miguel Echecopar en YouTube.
- Juan Miguel Echecopar vs Feyenoord (Intercontinental 1970 - Ida) en YouTube.
- Miguel Echecopar. Un grande del fútbol nacional Video en YouTube.